# Baía Farta (Schiff)
Die Baía Farta ist ein Forschungsschiff des Fischereiministeriums in Angola. Es wird für die Fischereiforschung, aber auch andere ozeanographische Forschung eingesetzt. Das Schiff kann auch für Vermessungsarbeiten und zur Unterstützung bei Notfällen auf See und zur Bekämpfung von Ölunfällen genutzt werden.

## Geschichte
Der Schiffsentwurf basiert auf dem Typ ST-368 des norwegischen Schiffsarchitekturbüros Skipsteknisk. Der Bauauftrag wurde im Juli 2016 an die niederländische Damen Shipyards Group vergeben. Hier wird der an die Bedürfnisse des angolanischen Fischereiministeriums angepasste Schiffstyp als „Fishery Research Vessel 7417“ (FRV 7417) geführt.
Das Schiff wurde unter der Baunummer 556069 von Damen Shipyards Galati gebaut. Die Kiellegung erfolgte am 18. Januar 2017, Schiffstaufe und Stapellauf am 9. November 2017. Taufpatin war Isabel Cristóvão, Direktorin des Gabinete de Estudos, Planeamento e Estatística. Das Schiff wurde im Oktober 2018 fertiggestellt. Die Baukosten beliefen sich auf über 70 Millionen US-Dollar.
Benannt ist das Schiff nach der gleichnamigen Stadt in Angola.

## Technische Daten und Ausstattung
Der Antrieb des Schiffes erfolgt dieselelektrisch durch zwei Elektromotoren mit jeweils 1650 kW Leistung. Die Motoren wirken auf einen Propeller. Das Schiff ist mit einem von einem Elektromotor mit 600 kW Leistung angetriebenen Bugstrahlruder und einem von einem Elektromotor mit 400 kW Leistung angetriebenen Heckstrahlruder ausgestattet. Weiterhin steht eine ausfahrbare Propellergondel im Bugbereich zur Verfügung, die von einem Elektromotor mit 700 kW Leistung angetrieben wird. Das Schiff verfügt über ein System zur dynamischen Positionierung.
Für die Stromerzeugung stehen drei Dieselgeneratoren zur Verfügung, zwei Generatoren, die von einem Wärtsilä-Dieselmotor des Typs 9L20 mit jeweils 1710 kW Leistung und ein Generator, der von einem Wärtsilä-Dieselmotor des Typs 6L20 mit 1140 kW Leistung angetrieben werden. Darüber hinaus steht ein von einem Caterpillar-Dieselmotor des Typs C6.6 ACERT mit 125 kW Leistung angetriebener Notgenerator zur Verfügung.
Das Schiff erfüllt die Vorgaben des International Council for the Exploration of the Sea in Bezug auf das Emittieren von Unterwasserschall (ICES 209).
Die Decksaufbauten befinden sich im mittleren Bereich des Schiffes. In den Decksaufbauten sind unter anderem verschiedene Labore untergebracht. An Bord ist Platz für 29 Besatzungsmitglieder und 22 Wissenschaftler. Hinter den Deckaufbauten befindet sich ein offenes Arbeitsdeck.
Am Heck befinden sich ein Heckgalgen mit zwei Hebewerken, die 25 bzw. 10 t heben können, sowie eine Heckaufschleppe. Außerdem ist hier auf der Steuerbordseite ein Kran installiert, der 8 t heben und das Arbeitsdeck bedienen kann. Weiterhin befindet sich ein Hebewerkzeug zum Aussetzen und Einholen von Forschungsgerät auf der Steuerbordseite hinter den Decksaufbauten. Ein weiterer Kran zum Bewegen von Lasten ist auf der Back installiert.
Das Schiff ist mit Winden für das Schleppen von Netzen und Forschungsgeräten ausgerüstet und verfügt über mehrere Echolote. Das Schiff ist mit zwei ausfahrbaren Kielen ausgerüstet, in denen verschiedene Forschungsinstrumente untergebracht sind. Es ist für den Einsatz eines ROV eingerichtet.
Das Schiff kann rund 29 Tage auf See bleiben und dabei 9000 Seemeilen zurücklegen.

## Anmerkung
1. ↑  Die Klasse ruhte seit dem 2. Juli 2019, da Auflagen der Klassifikationsgesellschaft nicht erfüllt waren, und wurde dem Schiff schließlich aberkannt.